# René Girard
René Girard, född 25 december 1923 i Avignon, död 4 november 2015 i Stanford i Kalifornien, var en fransk-amerikansk historiker, litteraturvetare och filosof inom den filosofiska antropologiska skolan. 
Han utgår i sina teorier från en hypotes han utvecklat, om att människors kulturer strukturellt bygger på ett offer som en utväg ur ett mimetiskt våld mellan rivaler. Han räknas som en kontroversiell filosof på grund av att han är en skarp kritiker till modern filosofi, och för de uttalat kristna ståndpunkterna som han väver in i sin forskning. Tre huvudtankar återkommer i hans verk: 1) det mimetiska begäret, 2) syndabocks-begreppet, och 3) att Bibeln ger svaret på 1) och 2).

## Biografi
René Girard föddes i södra Frankrike 1923. Mellan 1943 och 1947 studerade han medeltidens historia i Paris vid École de Chartres, och begav sig därefter till Indiana University, där han doktorerade i historia 1950. Samtidigt började han undervisa i fransk litteratur där, och detta blev det område i vilket han först gjorde sig ett namn, med essäer om Albert Camus och Marcel Proust. Han undervisade vid Duke University och vid Bryn Mawr, innan han utnämndes till professor i fransk litteratur vid Johns Hopkins University i Baltimore. Därefter delade han sin tid mellan Johns Hopkins och Buffalo, tills han blev professor vid Stanford University 1981. I Stanford var Girard den förste att inneha Andrew B. Hammonds professur i franska språket, litteraturen, och civilisationen. Han blev emeritus där 1995.
17 mars 2005 invaldes han som efterträdare till Robert-Ambroise-Marie Carré i Franska akademien (stol 37), vilket är den högsta utmärkelsen en fransk akademiker kan erhålla.

## Filosofi
Girard har i sina verk om skönlitteratur sökt att undersöka om Prousts idé om ”psykologiska lagar” stämmer. Girard kommer i Mensonge romantique et vérité romanesque (1961) till slutsatsen att dessa psykologiska lagar existerar, och benämner dem mimetiska begär; bortsett från sökandet att tillfredsställa fysiska behov som till exempel hunger, begär människan vad andra begär. Ett begär är sålunda inte direkt, utan metafysiskt, menar Girard; alla begär och behov är ytterst begär och behov att finnas till, och ofta att bli sedd och respekterad. De psykologiska begären är mimetiska genom att de uppkommer av en önskan att vara som den andre som begär, att äga det han strävar efter att äga.
Den som väcker begär efter ett objekt hos andra, kallar Girard mediator (médiateur). Sådana mediatorer kan vara externa, som en hjälte i en roman eller en idol, eller interna, som en nåbar människa i den verkliga världen. Enligt Girards mening blir mediatorn en rival och ett hinder när den andre börjat begära objektet i fråga. Om detta skriver Stendhal, Gustave Flaubert, Proust och Dostojevskij i sina romaner, visar Girard, och framhåller att det mimetiska i begäret som regel är omedvetet hos människan, som i stället ofta anser att hennes begär är autentiskt. Dessa teorier skulle Girard vidareutveckla senare under sin akademiska karriär. Han antyder på slutsidorna av Des choses cachées depuis la fondation du monde (1978) att han tidvis kände djup hopplöshet inför samtiden under 1960-talet, innan hans mera generella teori om samhället och religionerna tog form, och det är tydligt i nämnda arbete att hans teori implicerar en viss askes, ett nej till det motståndslösa tillfredsställande av begären som ofta framstår som typiskt för nutiden - och som Girard brännmärker som vulgärpsykologiserande tomhet.
I La violence et le Sacré (1972) återkommer han till rivalförhållandet som uppkommer av det mimetiska begäret. I den snöbollseffekt som kommer av ett väckt begär för ett objekt, kommer människorna att utse en syndabock som de anser vara roten till den ilska som uppstått, eftersom de är omedvetna om det mimetiska i sina begär. Denna syndabock, menar Girard, kan vara mer eller mindre godtyckligt våld, och får rollen av en försoningsoffer i syfte att återbringa ordning. Girard menar att detta är de psykologiska lagar som skapat arkaiska religioner och rituella offer, av myter som återgivningar av historien, och tabun för att förbjuda tillträde till de områden som utlöste en kris. Girard har med dessa teorier ställt sig emot Claude Lévi-Strauss, men även till Freuds och Marx förklaringar till hur civilisationer uppkommer - samtidigt som hans teori om religionens uppkomst tydligt anknyter till Freuds hypotes i Totem und Tabu (1913), men delvis gör en omvändning av denna.
Han fullföljde framställningen av sin teori i Des choses cachées depuis la fondation du monde (1978). Han har anknutit teorin till såväl Durkheim som Darwin, men tar i denna bok även upp kristendomen och Bibeln för första gången. I samband med dessa teorier har han definierat makt som frånvaro av mimetiskt begär, en hållning som han hävdar att Jesus - men inte den institutionella kristendomen - ger ett radikalt uttryck för.

### På svenska
- Girard, René; Olsson Anders, Malmborg Gunilla von (2007). Syndabocken: en antologi. Stockholm: Themis. Libris 10416029. ISBN 978-91-976787-1-1
- Girard, René; Olsson Anders (2010). Anorexi och mimetiskt begär. Stockholm: Themis. Libris 12032447. ISBN 978-91-978359-3-0